# Röthlein
Röthlein là một đô thị trong huyện Schweinfurt bang Bayern, Đức.